# 普通細菌孔道蛋白家族
普通細菌孔道蛋白是一類存在於革蘭氏陰性菌外膜上的蛋白質。這類蛋白充當了對親水性物質的分子過濾器，在外膜上起着「分子篩」的作用。這些蛋白生成的裝滿水的通道可讓親水性物質進入週質空間中。部分孔道蛋白生成的擴散通路可允許大小小於排阻極限的溶質通過，而另一些則在孔道內有特異性的結合位點，只能允許一種溶質通過。孔道蛋白是細菌外膜上的一種主要蛋白質，噬菌體和細菌素常常會通過它們與細菌結合。
細菌孔道蛋白常常會結合成三聚體。而它們的β鏈則是這些蛋白質的跨膜核心。有證據表明一些孔道蛋白與淨化有關。這些蛋白質有：
- Enterobacteria PhoE, OmpC, OmpF, NmpC.
- Bacteriophage PA-2 LC.
- Neisseria PI.A, PI.B

## 亞家族
- Porin, Neisseria sp. type IPR002299